# Iller (Sønderborg Kommune)
Iller (deutsch Iller) ist ein dänisches Dorf, das zur Sønderborg Kommune an der Flensburger Förde gehört. Es gehört zu Broager Sogn.

## Lage
Das Dorf liegt südlich des Ortes Broager, nördlich von Brunsnæs sowie nordwestlich von Skelde (Sønderborg Kommune). Die Straßennamen des Dorfes laute: Illervej (Lage), Illerstrandvej (Lage) sowie Slotsvej (Lage). Der Slotsvej verweist im Übrigen auf das Iller Slot. Der Küstenabschnitt des Iller Strandes hat eine länge von ungefähr 1200 Metern.

## Hintergrund
Die Gegend von Iller wurde durch die Eiszeit geformt. Der Hintergrund der Ortsbenennung ist unklar. Auf einer Landkarte des Kartografen Franz Geerz aus dem Jahr 1858 war Iller bereits namentlich verzeichnet. Schon im 18. Jahrhundert wurde bei Iller eine Schule eingerichtet. Am Küstenabschnitt des Iller Strandes wurden im 18. Jahrhundert mehrere Ziegeleien eingerichtet. Das Ziegeleiwesen war ein alter, bedeutender Wirtschaftszweig im Flensburger Raum. An der Förde existierten in der Blütezeit insgesamt mehr als 70 Ziegeleien. In der Hochzeit befanden sich acht Ziegeleien beim Iller Strand. Die bekannteste von ihnen war die 1732 gegründete Ziegelei Cathrinesminde, die 1968 geschlossen wurde und heute als Museum dient. An die ehemals modernsten Ziegelei, dem Teglværk Matzen, erinnert heute das Iller Slot. Am Küstenabschnitt Iller Strand befinden sich an den ehemaligen Ziegeleistandorten Informationstafeln, die auf die zurückgebliebenen Überreste der ehemaligen Ziegeleien hinweisen.

## Iller Slot
Beim Iller Slot (deutsch Iller Schloss) handelte es sich ursprünglich um eine schlossartige Fabrikantenvilla des Ziegeleibesitzer Nicolai August Matzen. Matzens Ziegelei wurde 1750 nach der Einwilligung des Glücksburger Herzogs gegründet (Lage). Zum Ende des 19. Jahrhunderts war das Ziegeleiwerk Matzens mit einem gasbeheizten Ringofen und einer Dampfmaschine das fortschrittlichste an der Flensburger Förde. In der besagten Zeit ließ Nicolai August Matzen oberhalb der Ziegelei eine Villa errichten, das sogenannte Iller Slot. Am Zugangsweg zur Ziegelei, der Weg führt auf Südseite des Iller Slots vorbei, ließ Matzen keine Fenster einbauen. Sein Verhältnis zu seinen Arbeitern soll nicht ideal gewesen sein. Er wollte sie von seinem Heim aus nicht sehen. Matzen war außerdem Abgeordneter des Kreistags und des Provinziallandtags Schleswig-Holstein. Nach Nicolai August Matzens Tod im Jahre 1899 wurde dessen Frau Elisabeth Conradine Langenheime Matzen zur Ziegeleibesitzerin. Die Ziegelei geriet in finanzielle Schwierigkeiten. Die Witwe Matzen ließ die Ziegelei verkaufen. Die Ziegelei Matzen wurde aber letztlich im Jahre 1913 stillgelegt. 1917/18 wurden die Fabrikationsgebäude abgerissen.
In den 1950er Jahren zerfiel das Iller Slot zunehmend. Anfang der siebziger Jahre bestrichen neue Besitzer die Mauern der Villa mit Kunststofffarbe. Dies führte in der Zeit danach dazu, dass das Mauerwerk nicht mehr atmen konnte und immer feuchter wurde. Die Außenmauerziegel zerplatzten und waren kaum noch zu retten. Seit Anfang der 1980er Jahre wurde die Villa offenbar schrittweise saniert. Beim heutigen Iller Slot handelt es sich mittlerweile um einen modernen Bau, der die Gestalt des Alt-Baus im Grunde nur noch schemenhaft rezipiert (Lage), also ähnlich wie im Fall des Kieler Schlosses. Auf der erwähnten Südseite befinden sich zudem heute Fenster. Das Iller Slot dient heute als Pension für Wanderer und Fahrradtouristen des Gendarmenpfades.